# Saint-Germain-de-Varreville
Saint-Germain-de-Varreville település Franciaországban, Manche megyében. Lakosainak száma 109 fő (2022. január 1.). Saint-Germain-de-Varreville Saint-Martin-de-Varreville, Turqueville és Sainte-Mère-Église községekkel határos.

## Népesség
A település népessége az elmúlt években az alábbi módon változott:
| Lakosok száma | 159  | 126  | 112  | 118  | 119  | 117  | 113  | 110  | 109  | 109  |
|               | 1968 | 1982 | 1990 | 2006 | 2013 | 2015 | 2017 | 2019 | 2020 | 2022 |